# Accélération de l'expansion de l'Univers

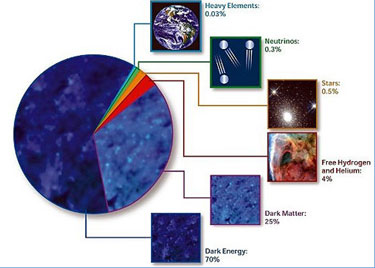
Diagramme circulaire montrant la composition de l'Univers. On voit la prédominance de l'énergie noire (70%) dans la densité d'énergie totale de l'Univers.

L'accélération de l'expansion de l'Univers est le nom donné au phénomène qui voit la vitesse de fuite des galaxies par rapport à la Voie lactée augmenter au cours du temps. Ce phénomène a été mis en évidence en 1998 par deux équipes internationales, le Supernova Cosmology Project, mené par Saul Perlmutter, et le High-Z supernovae search team, mené par Adam Riess et Brian P. Schmidt, ce qui leur vaudra l'obtention du prix Nobel de physique en 2011.

## Découverte
La découverte de l'accélération de l'expansion de l'Univers a été faite en mesurant la distance de luminosité d'astres dont la magnitude absolue est supposée connue : les supernovas de type Ia. La relation entre distance de luminosité et décalage vers le rouge de ces objets permet de reconstituer l'histoire de l'expansion de l'Univers sur plusieurs milliards d'années, et de voir de la sorte si l'expansion de l'Univers accélère ou décélère avec le temps. L'accélération ou décélération de l'expansion correspond à l'évolution de la vitesse d'augmentation de la distance relative entre deux galaxies lointaines.

## Hypothèses explicatives
L'interprétation la plus simple de la découverte de l'accélération de l'expansion de l'Univers est qu'il existe dans l'Univers une forme d'énergie, traditionnellement appelée énergie noire (ou énergie sombre, traduction dans un cas comme dans l'autre du terme anglais dark energy) aux propriétés atypiques, puisque sa pression doit être négative. La nature exacte de cette énergie noire n'est pas connue à ce jour, mais plusieurs candidats possibles existent. Le plus simple d'entre eux est la constante cosmologique, mais il en existe d'autres comme la quintessence. Cependant, aucune détection directe de cette énergie ne semble envisageable à l'heure actuelle, seule son influence à très grande échelle étant mesurable.
Une autre hypothèse serait que, selon le modèle cosmologique bi-métrique selon Andreï Sakharov, une hypothétique antimatière de l'autre côté de l'espace-temps puisse interagir avec notre matière et provoquer ce phénomène. Malgré la quasi-unanimité actuelle des cosmologistes sur la réalité de l'accélération de l'expansion, ni la cause de cette accélération ni la nature de l'énergie noire ne sont connues avec certitude.

## Conséquences
Ce phénomène d'accélération indique que le destin de l'Univers sera probablement un univers éternellement en expansion, de plus en plus froid et de plus en plus vide (Big Freeze), par opposition au Big Crunch. Cependant, parmi les candidats possibles à l'énergie noire, l'un d'eux, appelé énergie fantôme, pourrait mener à un scénario cosmologique dans lequel l'accélération de l'expansion de l'Univers s'accompagnerait d'une augmentation de la densité d'énergie noire, laquelle atteindrait en un temps fini une valeur infinie, signant à ce moment-là la fin de l'Univers. Ce curieux modèle est communément appelé Big Rip.

## Taux d'expansion
Le 21 mars 2013, la mission Planck a permis de calculer la constante de Hubble : 67,3±1,2 kilomètres par seconde et par mégaparsec, une valeur révisée le 6 février 2015 à 67,8±0,9 km/s/Mpc et, finalement, à 67,4±0,5 km/s/Mpc le 18 juillet 2018.
Des mesures précises effectuées par Adam Riess grâce à des cépheides du Grand Nuage de Magellan en 2019 donnent une valeur de la  constante de Hubble de 74,03±1,42 kilomètres par seconde et par mégaparsec.
La différence entre cette mesure et la valeur calculée par la mission Planck tient aux paramètres du modèle cosmologique utilisés pour les calculs. Cette différence, qualifiée parfois de "tension de Hubble", reste incomprise en 2025 et est considérée par la communauté scientifique comme posant un sérieux problème.

## Remise en cause
L'accélération de l'expansion de l'Univers fait l'objet d'un consensus parmi les cosmologistes. Cependant, en novembre 2019, quelques astrophysiciens avancent l'hypothèse d'un biais observationnel qui ne nécessiterait pas l'existence d'une énergie noire. Toutefois, cette étude a été réfutée par une réanalyse en mai 2020 par une autre équipe.